# Кутлак (річка)
Кутла́к (крим. Qutlaq, також Юрта-Багалар-Узень, Юрт, Баглар-Узень) — мала річка в Україні на території Феодосійського району, на південному березі Кримського півостріва (басейн Чорного моря).

## Опис
Довжина річки 9,0 км, площа водозбору 28,2 км² , найкоротша відстань між витоком і гирлом — 8,08  км, коефіцієнт звивистості річки — 1,11 . Формується багатьма безіменними струмками.

## Розташування
Бере початок на південно-східних схилах гори Таркез-Оба (761,6м). Тече переважно на південний захід поміж горами Харго-Бурук та Чатал-Кая, через село Веселе (до 1948 року — Кутлак, крим. Qutlaq) . Біля гори Караул-Оба (341,9 м) впадає у Кутлацьку бухту (Чорне море).

## Цікаві факти
- У минулому столітті понад річкою існували печі для виготовлення деревного вугілля[5].
- У пригирловій частині на лівому березі розташована фортеця Кутлак[4].